# Economische gebondenheid
Economische gebondenheid aan de gemeente waar men zich wil vestigen, is een beleid dat veel gemeenten hanteren voor het verkrijgen van een woonvergunning.
Dit betekent dat als je een huis in die gemeente wilt bewonen, je werk moet hebben binnen die gemeente. In veel gemeenten wordt dit beleid niet meer zo strak gehanteerd als in het verleden, soms zelfs in het geheel niet meer. Veel gemeenten hanteren nog wel een puntensysteem.